# ソブゾキサン
ソブゾキサン（Sobuzoxane）は、トポイソメラーゼII阻害薬として働く抗悪性腫瘍薬である。活性代謝物ICRF-154の経口プロドラッグである。1994年7月に日本で発売された。

## 効能・効果
- 悪性リンパ腫
- 成人T細胞白血病リンパ腫

## 禁忌
以下の患者には禁忌である。
- 重篤な骨髄抑制のある患者
- 製剤成分に対する重篤な過敏症の既往歴のある患者

## 副作用
重大な副作用として、汎血球減少、白血球減少、好中球減少、血小板減少、貧血、出血傾向、間質性肺炎が知られている。
副作用は自他覚所見が50.2％に、臨床検査値異常が74.2％に見られる。5%以上にAST(GOT)上昇、ALT(GPT)上昇、食欲不振、悪心・嘔吐が発生する。

## 作用機序
ソブゾキサン自身はin vitro で殆ど活性を示さない:14。

活性代謝物 ICRF-154 の構造式

活性型代謝物ICRF-154はDNA鎖の切断を伴わずにトポイソメラーゼIIを阻害する事により染色体の凝縮異常を示し、細胞周期のG2(/M)期にある細胞に対して時間依存的に:16殺細胞作用を示す。

## 参考資料
1. ↑  “KEGG DRUG: ソブゾキサン”. www.kegg.jp. 2022年1月14日閲覧。
2. ↑  PubChem. “Sobuzoxane” (英語). pubchem.ncbi.nlm.nih.gov. 2022年1月14日閲覧。
3. ↑  “ペラゾリン細粒800mg｜一般的な治療薬【臨床研究情報ポータルサイト】”. rctportal.niph.go.jp. 2022年1月14日閲覧。
4. 1 2 3  “ペラゾリン細粒400mg／ペラゾリン細粒800mg 添付文書”. www.info.pmda.go.jp. 2022年1月14日閲覧。
5. 1 2  “ペラゾリン細粒400mg／ペラゾリン細粒800mg インタビューフォーム”. www.info.pmda.go.jp. 2022年1月14日閲覧。